# 마쓰다이라 야스나오 (도다 마쓰다이라가)
마쓰다이라 야스나오(일본어: 松平庸直, 1617년 ~ 1634년 6월 7일)는 에도 시대 전기의 다이묘이다. 시나노 마쓰모토 번 제2대 번주, 하리마 아카시번 초대 번주를 지냈다. 도다 마쓰다이라가 제2대 당주.
다카사키번주 마쓰다이라 야스나가의 삼남으로 태어났다.
| 전임 마쓰다이라 야스나가 | 제2대 마쓰모토 번 번주 (도다 마쓰다이라가) 1633년 | 후임 마쓰다이라 나오마사 |

| 전임 오가사와라 다다자네 | 제1대 아카시번 번주 (도다 마쓰다이라가) 1633년 ~ 1634년 | 후임 마쓰다이라 미쓰시게 |